# Daniil Juffa
Daniil Aleksandrovič Juffa, in russo Даниил Александрович Юффа (Tjumen', 25 febbraio 1997), è uno scacchista russo, grande maestro.
È un forte giocatore di scacchi alla cieca e un buon pianista. In settembre 2017 si è esibito nel talent show della rete televisiva Russia-1 "Amazing People" giocando tre partite in simultanea alla cieca mentre suonava un brano di musica classica al pianoforte.
Dal 2021 rappresenta la Federazione scacchistica della Spagna.

## Carriera
Daniil Juffa ha partecipato a diversi campionati giovanili europei e mondiali: nel 2007 è stato pari secondo con Michail Antipov nel campionato europeo U10, vinto da Kirill Alekseenko; nel 2014 secondo dietro ad Avital Boruchovsky nel campionato europeo U18; nel 2015 pari 2º-4º nel campionato europeo U18 (vinto da Cemil Can Ali Marandi) e terzo con 8½ /11 nel Campionato del mondo U18 dietro a Masoud Mosadeghpour e Kirill Alekseenko.
Ha raggiunto il massimo punteggio Elo nella lista FIDE di aprile 2019 con 2595 punti, 44º russo.
Altri risultati di rilievo:
- 2011 – vince il torneo "Olomouc Chess Summer" con 7½ /9;[5]
- 2014 – in marzo vince a Tjumen' il 72º campionato del distretto degli Urali;[6]
- 2017 – in agosto vince il torneo Ciudad de Pontevedra con 7½ /9.[7]
- 2018 – in febbraio realizza 4½ /9 (+2 –2 =5) nell'Open Aeroflot di Mosca; in marzo è 13° nel Campionato europeo con 7½ /11 (+5 –1 =5);
- 2019 – nella Coppa del Mondo supera nel primo turno David Navara e nel secondo turno Luke McShane, nel terzo turno viene eliminato da Teymur Rəcəbov (vincitore del torneo);
- 2020 – in gennaio 2020 è 1°-7° con 7½ /9 nel Gibraltar Chess Festival (3° per spareggio Buholz).[8]